# Юньлун (Дали)
Юньлу́н (кит. упр. 云龙, пиньинь Yúnlóng) — уезд Дали-Байского автономного округа провинции Юньнань (КНР).

## История
После монгольского завоевания государства Дали здесь в 1289 году была образована Юньлунская область (云龙州). После Синьхайской революции в Китае была проведена реформа структуры административного деления, в ходе которой области были упразднены, и в 1913 году Юньлунская область была преобразована в уезд Юньлун.
После вхождения провинции Юньнань в состав КНР в 1950 году был образован Специальный район Дали (大理专区), и уезд вошёл в его состав.
Постановлением Госсовета КНР от 16 ноября 1956 года Специальный район Дали был преобразован в Дали-Байский автономный округ.
В октябре 1958 года к уезду Юньлун был присоединён уезд Юнпин, но уже в марте 1961 года он был воссоздан.

## Административное деление
Уезд делится на 4 посёлка, 5 волостей и 2 национальные волости.

## Экономика
Развиты садоводство, в том числе выращивание груш сорта «Майдивань», производство ветчины, сухофруктов, сиропов и соков, а также сельский туризм. По состоянию на 2024 год в уезде было около 2,7 тыс. га грушевых садов, цветение которых ежегодно привлекало более 50 тыс. туристов; продажа груш приносила свыше 200 млн юаней (27,58 млн долл. США), а туризм и сфера услуг — более 50 млн юаней (6,89 млн долл. США).

## Культура
В деревнях народности бай сохраняются древние традиции, в том числе традиционные танцы и костюмы.